# Недялко Чавдаров
Недялко Чавдаров, наричан Чавдар Недялко, е български революционер, дедеагачки войвода на Вътрешната македоно-одринска революционна организация.

## Биография
Недялко Чавдаров е роден в дедеагачкото село Еникьой, тогава в Османската империя, днес в Гърция. Ятак е на Капитан Петко войвода, заради което е арестуван и лежи в затворите в Димотика, Фере и Одрин. Между 1903 и 1905 година е в нелегалност като войвода на ВМОРО в родното си село.